# Conwy (Fluss)
Der Conwy (wal.: Afon Conwy) ist ein Fluss im nördlichen Wales. Von seiner Quelle bis zur Mündung in die Conwy Bay in der Irischen See ist der Fluss etwas länger als 43 Kilometer.
Der Conwy entsteht in der Migneint-Heide, wo eine Anzahl Bäche in den Llyn Conwy mündet. Er fließt in eine nördliche Richtung, wo der River Machno und der River Lledr einmünden, bevor der Conwy Betws-y-Coed erreicht, wo der Afon Llugwy in den Fluss strömt. Er fließt weiter nördlich durch Llanrwst und Trefriw, bevor er Conwy an der Conwy Bay erreicht. Während der Springtide ist er bis Llanrwst ein Gezeitenfluss.

## Zuflüsse
- Afon Machno
- Afon Lledr
- Afon Llugwy
- Afon Gallt y Gwg
- Nant y Goron
- Afon Crafnant

Afon Geirionydd
- Afon Ddu
- Afon Porth-llwyd
- Afon Dulyn

Afon Ddu
Afon Garreg-wen
Ffrwd Cerriguniauwn
Afon Melynllyn
- Afon Roe

Afon Tafolog
- Afon Gyffin

## Geologie und Geomorphologie

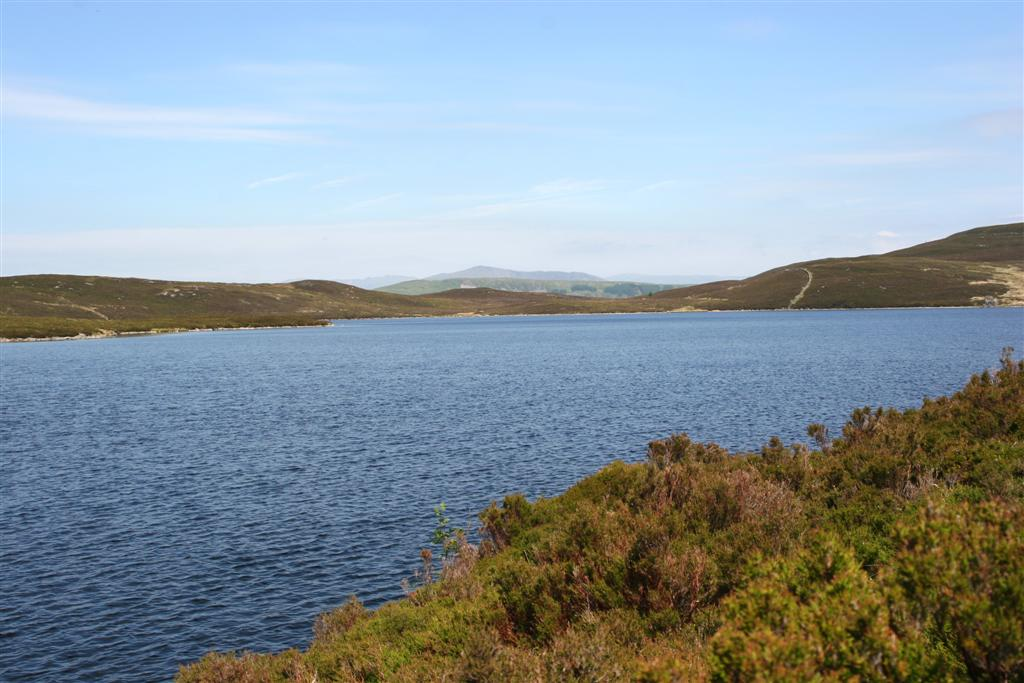
Llyn Conwy, Quelle des Conwy

Im Osten begrenzen Tonsteinhügel aus dem Silur den Fluss, die Migneint-Heide. Diese selbst schon sauren Steine sind meist von einer dünnen säurehaltigen Erde bedeckt, auf der Mollina spp und Erica-Gräser wachsen. Aufgrund seiner Umwelt ist das Wasser im Oberlauf des Conwy oft sauer und braun gefärbt.
Im Westen liegt unterhalb des Einzugsgebietes härteres Gestein aus dem Kambrium, so dass die Landschaft wesentlich steiler und kantiger ist, mit hohen einzeln stehenden Hügeln, durch die sich der Fluss in Kaskaden und Wasserfällen wie den Conwy Falls oder der Lledr Gorge windet. Die Landschaft ist stark mit später angepflanzten, ursprünglich nicht-einheimischen Koniferen bewaldet.
Die Westseite des Conwy-Tals beherbergt zahlreiche Seen und Stauseen, von denen einige der Trinkwassergewinnung dienen. Das Felsgestein dort ist mineralreich, zahlreiche ehemalige Kupfer-, Blei- und Silberminen durchziehen die Landschaft.
Das zentrale Flusstal abwärts von Betws-y-Coed ist vergleichsweise fruchtbar und eignet sich zur Viehhaltung. Die Weiden dort dienen unter anderem den Schafen als Winterquartier, die den Sommer weiter oben in den Bergen verbringen.

## Kultur und Geschichte
Archäologische Funde zeigen, dass das Conwy-Tal bereits in der Steinzeit besiedelt war. Seit der römischen Zeit in Großbritannien ist das Gebiet seit etwa dem Jahr 400 durchgehend besiedelt. Im Conwy-Tal stehen zwei der ältesten Kirchen von Wales: in Llanrhychwyn und Llangelynin, die auf das 11. bzw. 12. Jahrhundert zurückgehen.
Während der Rosenkriege verwüstete der Earl of Pembroke auf Anweisung von Edward IV. große Teil des Conwytals, als Rache für einen Angriff der Lancasters auf die Stadt Denbigh 1466.
In der Mündung des Flusses in die Conwy Bay liegt die Stadt Conwy mit der Weltkulturerbestätte Conwy Castle. Zwei berühmte Brücken über den Fluss: die Conwy Suspension Bridge, eine der ältesten Straßen-Kettenbrücken der Welt von Thomas Telford, trägt jetzt einen Fußgängerübergang, während über Robert Stephensons Conwy Railway Bridge immer noch die Bahnlinie von Holyhead nach London verläuft. Eine neuere dritte Brücke trägt die Straße, die A55 verläuft in einem neuen Tunnel unter der Flussmündung.

## Ökologie
Der Conwy ist für seine Lachs- und Bachforellenbestände bekannt. Zunehmende Übersäuerung in der zweiten Hälfte des 20. Jahrhunderts, insbesondere im oberen Flusslauf, hat ihre Bruterfolge beeinträchtigt.

## Anmerkung
Dieser Artikel beruht auf einer Übersetzung von Teilen des Artikels River Conwy der englischen Wikipedia in der Version vom 21. März 2007.